# Autel de la Victoire d'Augsbourg
L’Autel de la Victoire d'Augsbourg est un monument datant du IIIe siècle découvert en 1992 à Augsbourg, l’antique Augusta Vindelicorum. Il commémore une victoire romaine sur un envahisseur germanique, les Juthunges. Il est exposé au musée romain d’Augsbourg.

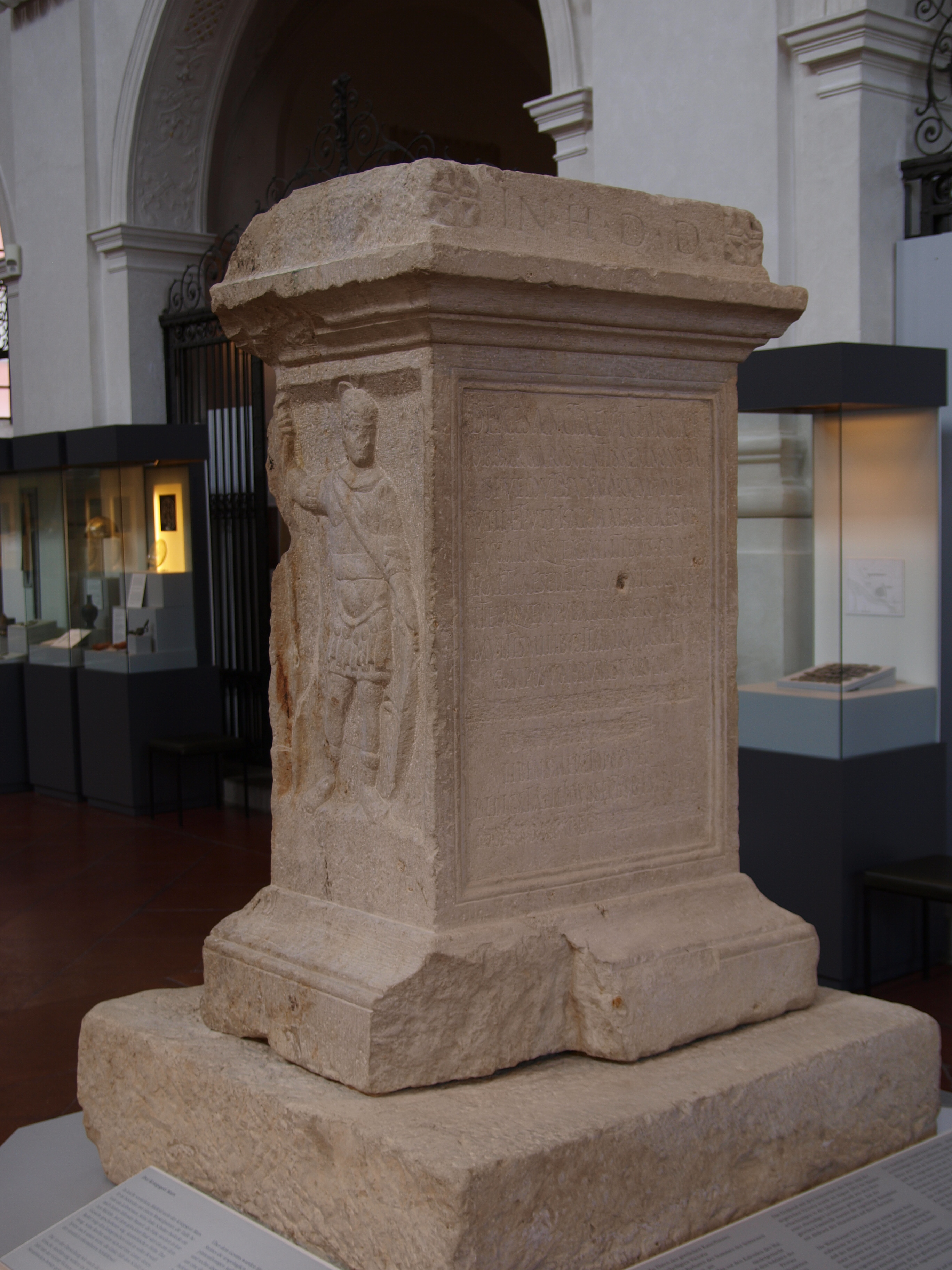
Autel de la Victoire d'Augsbourg

## Description
L’autel, haut d’environ un mètre et demi, est un monument taillé sous Alexandre Sévère (222-235), comme en témoigne le début d’une inscription qui lui est dédié, et qui a été réemployé une génération plus tard. L’autel présente sur le côté gauche une Victoire triomphant d’un barbare, et sur le côté droit Mars en armes. Le panneau de face est une longue inscription gravée à la place de celle d’Alexandre Sévère, qui célèbre la victoire remportée par le gouverneur de la province de Rhétie Marcus Simplicinius Genialis. La date de la victoire et celle de la dédicace de l’autel sont indiquées par le nom des consuls Postume et Honoratianus, qui ne sont pas les consuls officiels nommés par Rome, mais ceux de l’empire des Gaules en révolte contre l’empereur Gallien. En raison de cette dissidence, les trois noms Simplicinius Genialis, Postume et Honoratianus ont été martelés, vraisemblablement après la reprise de contrôle des Gaules par Aurélien. Malgré cette dégradation, ces noms ont pu être déchiffrés par les épigraphistes.

## Inscription
L’inscription de dédicace en latin a été publiée pour la première fois en 1993 dans la revue L'Année épigraphique. Elle est la suivante :
IN H(onorem) D(omus) D(ivinae)

[[[ IMP]]] SEV[[ER]]I

[[[ALEXANDRI AVG]]]

IN H(onorem) D(omus) D(ivinae)

DEAE SANCTAE VICTORIAE

OB BARBAROS GENTIS SEMNONVM

SIVE IOVTHVNGORVM DIE

VIII ET VII KAL(endarum) MAIAR(um) CAESOS

FVGATOSQVE A MILITIBVS PROV(inciae)

RAETIAE SED ET GERMANICIANIS

ITEMQVE POPVLARIBVS EXCVSSIS

MVLTIS MILIBVS ITALORVM CAPTIVOR(um)

COMPOS VOTORVM SVORVM

[[M SIMPLICINIVS GENIALIS V(ir) P(erfectissimus) A(gens) V(ices) P(raesidis)]]

[[CVM EODEM EXERCITV]]

LIBENS MERITO POSVIT

DEDICATA III IDVS SEPTEMB(res) IMP(eratore) D(omino) N(ostro)

[[POSTVMO AV]]G(usto) ET [[HONORATIANO COS(ulibus)]]
Les noms martelés sont indiqués entre double crochets. Sa traduction :
« En l'honneur de la Maison divine, à l'empereur Sévère Alexandre, Auguste »
« En l'honneur de la Maison divine, à la déesse sainte Victoire, parce que les barbares de la nation des Semnons, ou Jouthunges, ont été taillés en pièces et mis en fuite, le 8 et le 7 des calendes de mai, par les soldats de la province de Rhétie, mais aussi par ceux de Germanie ainsi que par la population, libérant par ce coup des milliers de captifs italiens, Marcus Simplicinus Genialis, perfectissime, faisant fonction de gouverneur, dont les vœux ont été exaucés, avec cette même armée a érigé (ce monument) de bon gré et à bon droit. Dédié le 3 des ides de septembre sous le consulat de notre seigneur Postume Auguste et d'Honoratianus. »
Les dates indiquées correspondent aux dates suivantes :
- pour la bataille, 8 et le 7 des calendes de mai : 24 et 25 avril
- pour la dédicace : 3 des ides de septembre sous le consulat de Postume et d'Honoratianus : 11 septembre 260

## Intérêt historique

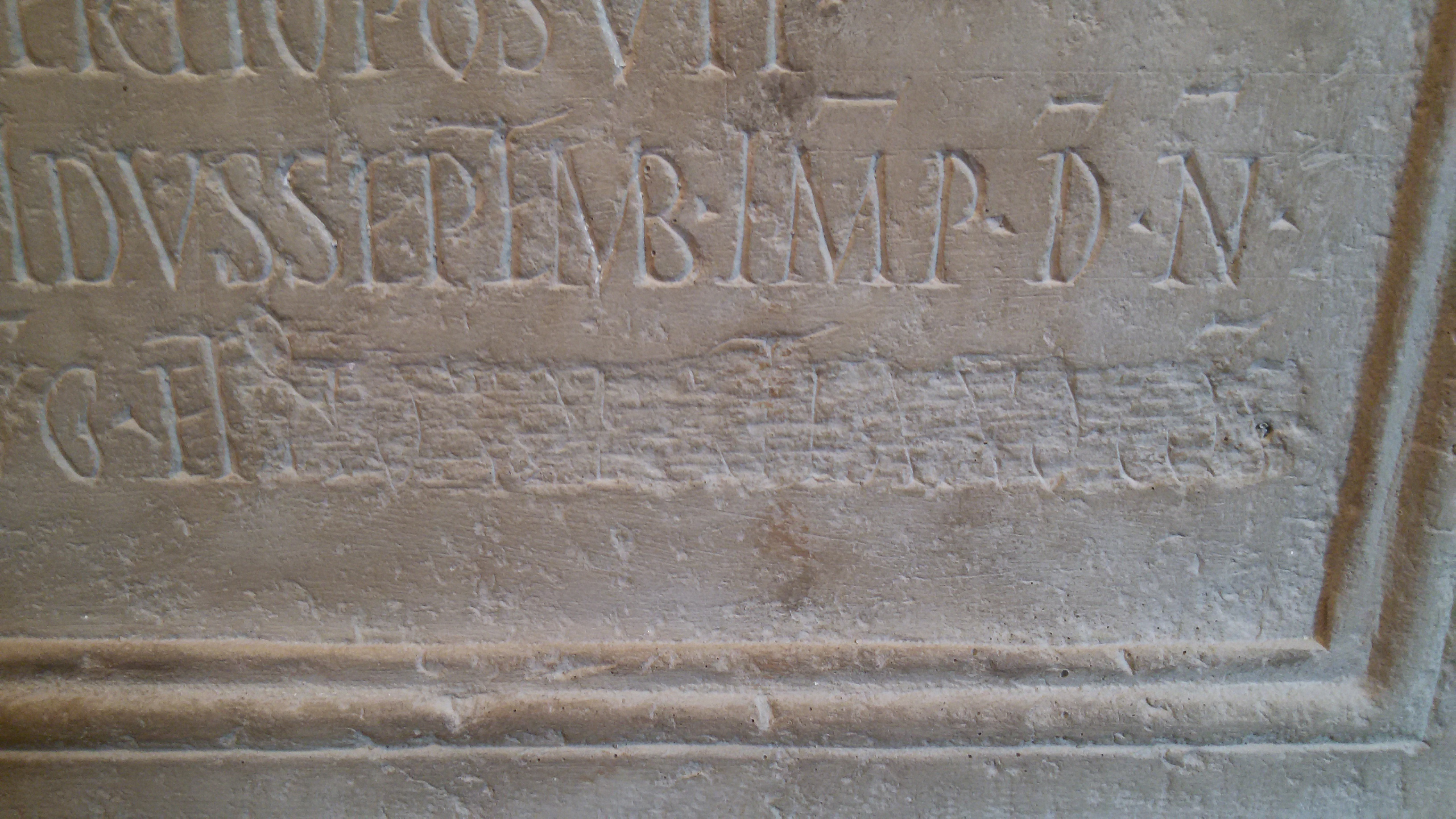
Moulage de l'autel de la victoire d'Augsbourg au musée des Alamans d'Ellwangen, partie éditée de la dernière ligne avec des restes reconnaissables de la mention d'un consul nommé Honoratianus.

L’inscription est pour les historiens un document d'une grande importance, qui donne des informations précieuses sur l’Empire en 260, période agitée mais mal documentée par les textes. Elle permet de préciser à quel moment se place la prise du pouvoir de Postume, déterminée jusqu'ici par des raisonnements fondés sur la fin de son règne et sa durée.
Les particularités du commandant de la province de Rhétie (agissant comme vice praeses et non comme légat d'Auguste propréteur) et du rang du dédicataire Simplicius Genialis (chevalier et non sénateur, perfectissime et non classiquement egregius) ont été mises en lumière par Michel Christol, elles sont un exemple de l'évolution  que connaissent les rouages dirigeants de l'empire.